# 貝布拉瓦河畔巴諾維采

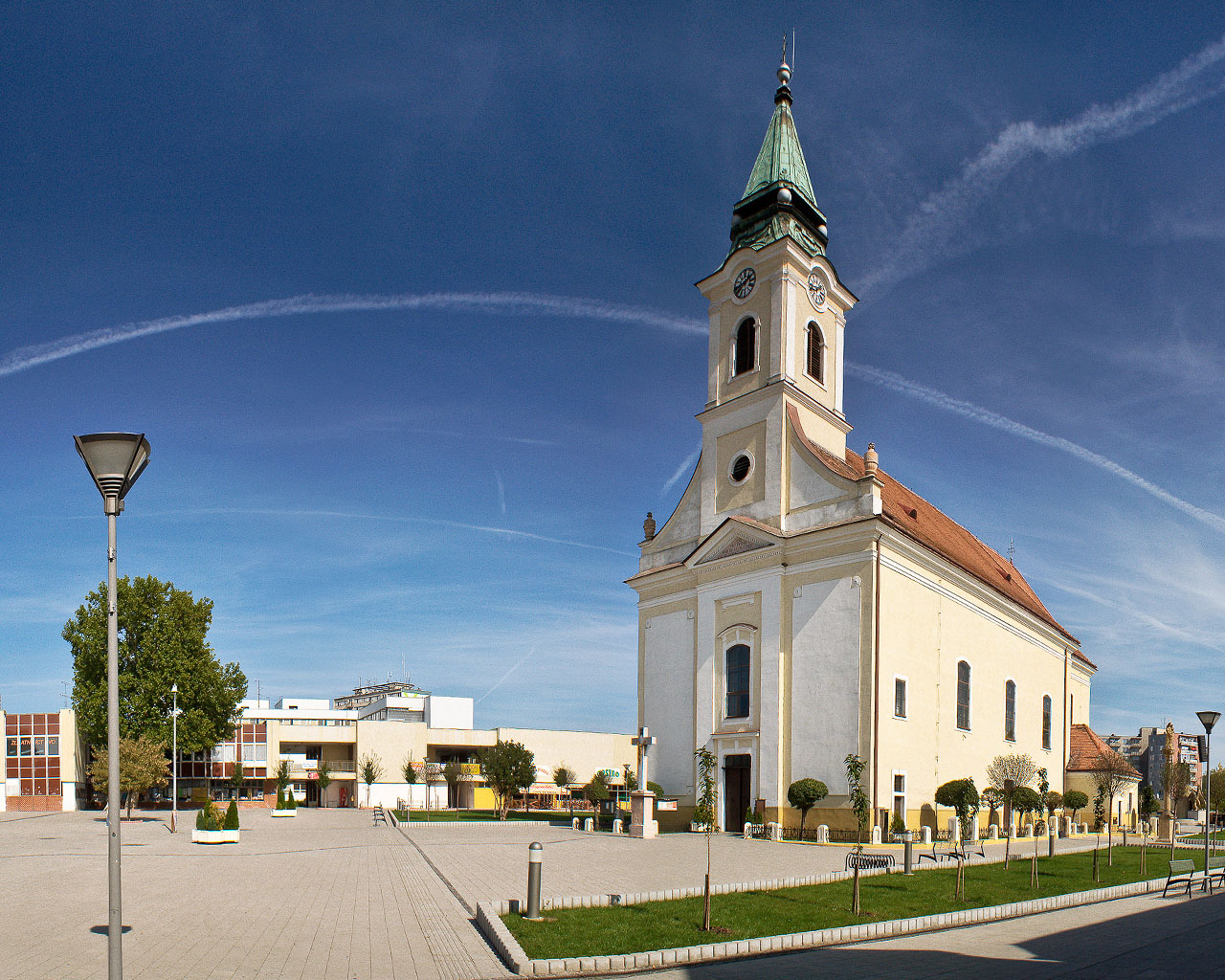

貝布拉瓦河畔巴諾維采是斯洛伐克的城鎮，位於該國西北部，由特倫欽州負責管轄，面積26.46平方公里，海拔高度216米，2005年人口20,639，其中七成居民信奉羅馬天主教。
這個名字是從個人名字或稱號Bán產生的，意思是“Bán的人民的村莊”。 “Nad Bebravou”是指“Bebrava以上”（海狸河）。最古老的題字提到這個城鎮 Villa Ben，可以追溯到1232年。其他記錄上的名字有 Villa Ban（1318），Banowitz 班諾維奇（1389），Opidum Banowcz（1439），Ban（1467），Banowcze（1471）

## 外部連結
- Official website（页面存档备份，存于）